# Vararia dussii
Vararia dussii är en svampart som beskrevs av Boidin & Lanq. 1977. Vararia dussii ingår i släktet Vararia och familjen Lachnocladiaceae.   Inga underarter finns listade i Catalogue of Life.